# Lista de deputados estaduais do Rio Grande do Norte da 56.ª legislatura
Esta é a lista de deputados estaduais do Rio Grande do Norte para a legislatura 56ª legislatura 1995-1999.

## Composição das bancadas
| Partido | Líder            | Bancada | Posição  |
| ------- | ---------------- | ------- | -------- |
| PFL     | Carlos Marinho   | 10 / 24 | Oposição |
| PMDB    | Frederico Rosado | 8 / 24  | Governo  |
| PL      | Ivonete Dantas   | 2 / 24  | Oposição |
| PPR     | Nelter Queiroz   | 1 / 24  | Governo  |
| PSDB    | Petrônio Tinoco  | 1 / 24  | Governo  |
| PDT     | Leonardo Arruda  | 1 / 24  | Oposição |
| PT      | Fátima Bezerra   | 1 / 24  | Oposição |

## Deputados Estaduais
Estavam em jogo 24 cadeiras da Assembleia Legislativa do Rio Grande do Norte.
| Número | Deputados estaduais eleitos | Partido | Votação | Percentual | Cidade onde nasceu | Unidade federativa  |
| 11206  | Nelter Queiroz              | PPR     | 33.479  | 4,14%      | Jucurutu           | Rio Grande do Norte |
| 25221  | José Adécio Costa           | PFL     | 27.679  | 3,42%      | Pedro Avelino      | Rio Grande do Norte |
| 22220  | Ivonete Dantas              | PL      | 24.020  | 2,97%      | Caicó              | Rio Grande do Norte |
| 25111  | Robinson Faria              | PFL     | 23.349  | 2,89%      | Natal              | Rio Grande do Norte |
| 25105  | Carlos Marinho              | PFL     | 23.292  | 2,88%      | Natal              | Rio Grande do Norte |
| 15144  | Frederico Rosado            | PMDB    | 22.937  | 2,84%      | Mossoró            | Rio Grande do Norte |
| 15180  | Carlos Eduardo Alves        | PMDB    | 21.556  | 2,67%      | Rio de Janeiro     | Rio de Janeiro      |
| 22221  | Nira Fernandes              | PL      | 20.149  | 2,49%      | Pau dos Ferros     | Rio Grande do Norte |
| 25112  | Ricardo Motta               | PFL     | 20.096  | 2,49%      | Natal              | Rio Grande do Norte |
| 45222  | Petrônio Tinoco             | PSDB    | 17.991  | 2,23%      | Natal              | Rio Grande do Norte |
| 15105  | Manoel Correia              | PMDB    | 17.470  | 2,16%      | Natal              | Rio Grande do Norte |
| 25102  | Ronaldo Soares              | PFL     | 17.383  | 2,15%      | Assu               | Rio Grande do Norte |
| 25222  | Valério Mesquita            | PFL     | 16.816  | 2,08%      | Macaíba            | Rio Grande do Norte |
| 15122  | Tarcísio Andrade            | PMDB    | 16.764  | 2,07%      | Natal              | Rio Grande do Norte |
| 15222  | Álvaro Dias                 | PMDB    | 16.368  | 2,03%      | Caicó              | Rio Grande do Norte |
| 25110  | Getúlio Rêgo                | PFL     | 15.957  | 1,97%      | Portalegre         | Rio Grande do Norte |
| 12111  | Leonardo Arruda             | PDT     | 15.591  | 1,93%      | Santa Maria        | Rio Grande do Norte |
| 25122  | Nelson Freire               | PFL     | 15.355  | 1,90%      | Natal              | Rio Grande do Norte |
| 15123  | Wober Pinheiro              | PMDB    | 15.309  | 1,89%      | Natal              | Rio Grande do Norte |
| 15141  | José Dias                   | PMDB    | 15.081  | 1,87%      | Natal              | Rio Grande do Norte |
| 25200  | Elias Fernandes Neto        | PFL     | 15.061  | 1,86%      | Natal              | Rio Grande do Norte |
| 15150  | Targino Pereira             | PMDB    | 14.626  | 1,81%      | Natal              | Rio Grande do Norte |
| 25101  | Francisco Silveira          | PFL     | 14.377  | 1,78%      | Natal              | Rio Grande do Norte |
| 13113  | Fátima Bezerra              | PT      | 8.347   | 1,03%      | Nova Palmeira      | Paraíba             |